# Brzozów (plaats)
Brzozów is een stad in het Poolse woiwodschap Subkarpaten, gelegen in de powiat Brzozowski. De oppervlakte bedraagt 11,45 km², het inwonertal 7799 (2005). Het is de zetel van de gemeente Brzozów.